# Henry Brask Andersen
Henry Anders Peter Brask Andersen (23 de junio de 1896-26 de noviembre de 1970) fue un deportista danés que compitió en ciclismo en la modalidad de pista. Ganó una medalla de oro en el Campeonato Mundial de Ciclismo en Pista de 1921, en la prueba de velocidad individual.

## Medallero internacional
| Campeonato Mundial | Campeonato Mundial     | Campeonato Mundial | Campeonato Mundial       |
| Año                | Lugar                  | Medalla            | Competición              |
| ------------------ | ---------------------- | ------------------ | ------------------------ |
| 1921               | Copenhague (Dinamarca) | Medalla de oro     | Velocidad individual (A) |